# SQLite
SQLite는 MySQL나 PostgreSQL와 같은 데이터베이스 관리 시스템이지만, 서버가 아니라 응용 프로그램에 넣어 사용하는 비교적 가벼운 데이터베이스이다. 영어권에서는 '에스큐엘라이트(/ˌɛsˌkjuːˌɛlˈaɪt/)' 또는 '시퀄라이트(/ˈsiːkwəˌlaɪt/)'라고 읽는다.
일반적인 RDBMS에 비해 대규모 작업에는 적합하지 않지만 중소 규모라면 속도에 손색이 없다. 또 API는 단순히 라이브러리를 호출하는 것만 있으며 데이터를 저장하는 데 하나의 파일만을 사용하는 것이 특징이다. 버전 3.3.8에서는 풀텍스트 검색 기능을 가진 FTS1 모듈이 지원된다. 컬럼을 삭제하거나 변경하는 것 등이 제한된다.
가볍고 간단한 사용에 특화된 특성 덕분에 웹 브라우저나 파이썬, 안드로이드 등 다양한 프로그램에서 기본으로 탑재하고 있다.

## 같이 보기
- RDBMS 비교
- RDBMS 목록
- SQL 서버 컴팩트
- SQLite 관리자
- H2